# Чемпионат СССР по вольной борьбе 1985
41-й Чемпионат СССР по вольной борьбе проходил в Якутске с 20 по 23 июня 1985 года.

## Медалисты
| Весовая категория   | Золото                                        | Серебро                                      | Бронза                                         |
| ------------------- | --------------------------------------------- | -------------------------------------------- | ---------------------------------------------- |
| Наилегчайший вес    | Василий Гоголев Вооружённые Силы (Якутск)     | Владимир Яковлев «Урожай» (Якутск)           | Лубсандоржи Айсуев Вооружённые Силы (Улан-Удэ) |
| Легчайший вес       | Минатула Даибов Вооружённые Силы (Махачкала)  | Роман Цыпандин «Спартак» (Якутск)            | Сасун Егшатян Вооружённые Силы (Ереван)        |
| Полулёгкий вес      | Руслан Караев «Урожай» (Махачкала)            | Гурген Багдасарян Вооружённые Силы (Москва)  | Мурад Караев «Колос» (Харьков)                 |
| Лёгкий вес          | Виктор Алексеев «Динамо» (Красноярск)         | Сергей Белоглазов «Динамо» (Киев)            | Артур Константинов Вооружённые Силы (Киев)     |
| 1-й полусредний вес | Борис Будаев Вооружённые Силы (Улан-Удэ)      | Виктор Крейдич «Динамо» (Минск)              | Михаил Харачура «Динамо» (Киев)                |
| 2-й полусредний вес | Тарам Магомадов «Урожай» (Московская область) | Владимир Дзугутов «Труд» (Орджоникидзе)      | Адлан Вараев Вооружённые Силы (Москва)         |
| 1-й средний вес     | Александр Тамбовцев «Динамо» (Воронеж)        | Владимир Модосян «Динамо» (Красноярск)       | Юрий Воробьёв «Динамо» (Москва)                |
| 2-й средний вес     | Роберт Тибилов Вооружённые Силы (Одесса)      | Мамука Размадзе «Трудовые Резервы» (Тбилиси) | Махарбек Хадарцев «Динамо» (Ташкент)           |
| Полутяжёлый вес     | Лери Хабелов «Трудовые Резервы» (Тбилиси)     | Аслан Хадарцев «Трудовые Резервы» (Ташкент)  | Алико Музикашвили Вооружённые Силы (Грозный)   |
| Тяжёлый вес         | Давид Гобеджишвили «Динамо» (Тбилиси)         | Малхаз Мерманишвили Вооружённые Силы (Минск) | Виктор Зангиев «Динамо» (Орджоникидзе)         |